# 25402 Angelanorse
25402 Angelanorse este un asteroid din centura principală de asteroizi.

## Descriere
25402 Angelanorse este un asteroid din centura principală de asteroizi. A fost descoperit pe 3 noiembrie 1999 la Socorro, New Mexico, în cadrul proiectului LINEAR. Asteroidul prezintă o orbită caracterizată de o semiaxă mare de 2,43 ua, o excentricitate de 0,10 și o înclinație de 1,4° în raport cu ecliptica.